# Савадого, Абубакар
Абубакар Савадого (фр. Babayouré Aboubacar Sawadogo; род. 10 августа 1989, Бобо-Диуласо) — буркинийский футболист, вратарь клуба «РК Кадиго» и национальной сборной Буркина-Фасо.

## Клубная карьера
Начал карьеру в сезоне 2014/15 году в составе столичного клуба «РК Кадиго». В 2018 году вратарь перешёл в «Аль-Ноджум», выступавший во втором по силе дивизионе Саудовской Аравии. В 2019 году вернулся на родину, присоединившись к «Дуану». С 2020 года — вновь игрок «РК Кадиго».

## Карьера в сборной
В составе национальной сборной Буркина-Фасо дебютировал 4 мая 2017 года в товарищеском матче против Бенина (1:1). Выступал на Кубке африканских наций 2017 года и двух чемпионатах африканских наций в 2018 и 2020 годах. По состоянию на январь 2022 года провёл за сборную 17 официальных игр.